# ساوميك داي
ساوميك داي (20 أغسطس 1984 في الهند - ) هو لاعب كرة قدم هندي في مركز الدفاع. شارك مع منتخب الهند لكرة القدم. أما مع النوادي، فقد لعب مع نادي إيست بنغال ونادي كيرلا بلاستيرز وTollygunge Agragami FC ‏.

## وصلات خارجية
- ساوميك داي على موقع قاعدة بيانات كرة القدم.إي يو (الإنجليزية)